# 진주 분기점
진주 분기점(晉州分岐點, Jinju Junction, 진주JC)은 경상남도 진주시 정촌면 화개리에 설치된, 남해고속도로와 통영대전고속도로가 만나는 분기점이다.

## 연혁
- 1996년 12월 20일 : 통영대전고속도로 서진주 ~ 진주 구간 개통과 함께 영업 개시[1]
- 2012년 3월 29일 : 일부 선형 정리에 의해 진주시 도시계획시설 교통광장 면적 변경[2]

## 구조물 정보
- 위치: 경상남도 진주시 정촌면 화개리
- 클로버스택형으로, 통영대전고속도로의 진출 램프가 동그랗게 말려 있다. 구조물의 동부로는 국도 제3호선이 통과한다.

## 접속하는 노선

### 순천・부산방면
- 남해고속도로 (22번)

### 통영・대전방면
- 통영대전고속도로 (6번)